# Daniel López i Bribian
Daniel López i Bribian (Barcelona, 21 de febrer de 1896 – Barcelona, 26 de juny de 1990) fou un polític nacionalista català.

## Trajectòria
Fill il·legítim d'una família benestant, fou criat per uns pagesos de Térmens (la Noguera). El 1903 fou reclamat per la seva mare biològica i anà a viure a Barcelona. Començà a treballar en una tenda de queviures i després de forner al carrer Gran de Gràcia. Pel 1915 es va incorporar a la Unió Catalanista, on es relacionà amb Domènec Martí i Julià.
El 1917 amb Daniel Roig i Pruna, Daniel Cardona i Civit i el Dr. Girona i Llagostera aplegaren les Joventuts Nacionalistes d'Unió Catalanista en el bressol del futur grup Estat Català. Organitzaren accions en protesta per l'assassinat a mans de militars del jove nacionalista Manuel Miralpeix. Un cop fundat Estat Català, n'oferiren la presidència Francesc Macià, qui l'acceptà.
Va intentar marxar a la Catalunya del Nord per tal d'unir-se a Macià, però després del fracàs dels fets de Prats de Molló tornà a Barcelona, on va organitzar amb l'escriptor Ignasi Iglesias un moviment de solidaritat amb els presos catalanistes.
Quan Estat Català es va integrar en Esquerra Republicana de Catalunya, se'n vas separar i s'integrà a Nosaltres Sols!. En proclamar-se la República Catalana el 14 d'abril de 1931 formà part del grup que va ocupar el govern civil de Barcelona i anà a diversos pobles a supervisar la instauració dels nous ajuntaments republicans.
Malgrat criticar força Macià per desconvocar la República Catalana, mai en va perdre el contacte. Va participar en diversos actes nacionalistes que el van dur més d'un cop a la presó, i el 1931 participà en la fundació del Partit Nacionalista Català. També va col·laborar a les publicacions La Nació Catalana i Nosaltres Sols!.
Durant els fets del 6 d'octubre de 1934 va dirigir els escamots que ocuparen el sector des de la font de Canaletes fins a la Porta Ferrissa, però va rebre ordres de Companys de no fustigar l'exèrcit.
Quan es produí l'aixecament dels militars destinats a Catalunya que donaven suport al cop d'estat del 18 de juliol de 1936, es va enfrontar als rebels a la plaça Catalunya, fusell en mà, juntament amb Josep Dencàs. Enfrontat a la Federació Anarquista Ibèrica (FAI) per censurar les accions de les patrulles de control, aquests el detingueren i el van dur a l'Ateneu del Poblenou. Fou alliberat gràcies a les pressions de Daniel Cardona i la mediació del pedagog anarquista Joan Puig i Elias.
Acabada la Guerra civil espanyola, va romandre a Barcelona. El 1949 va aprofitar una representació de Terra Baixa d'Àngel Guimerà per a recaptar diners per als presos catalanistes. Durant la Transició espanyola va intentar rellançar el Partit Nacionalista Català, però no se'n va sortir.

## Obres
- Oblidem i aquí no ha passat res (1982)
- Glossari anecdòtic (1983)
- Diàlegs punyents (1986)
- Historial anecdòtic de Jaume Compte (1987)